# Achelia rostrata
Achelia rostrata is een zeespin uit de familie Ammotheidae. De soort behoort tot het geslacht Achelia. Achelia rostrata werd in 2000 voor het eerst wetenschappelijk beschreven door Turpaeva. 